# シアニン

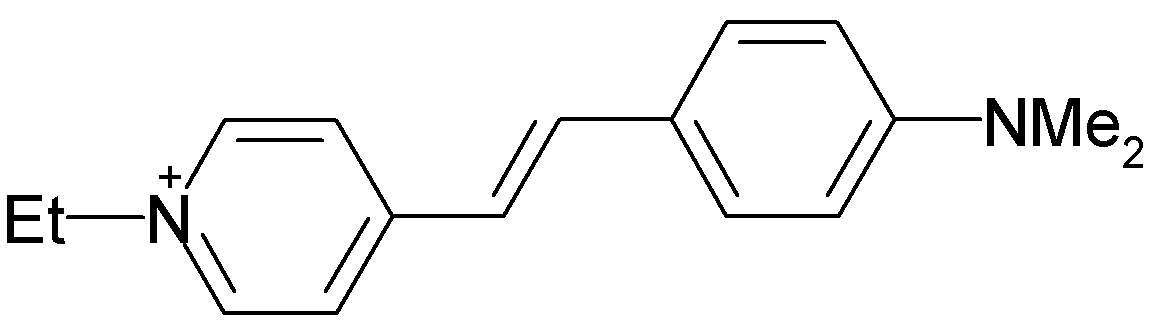
シアニン染料の例

シアニン (cyanine) は、ポリメチンに属する合成染料である。シアニン類は蛍光染料、特に生物医学イメージングに用いられている。構造によるが、シアニン類は赤外から紫外領域のスペクトルをカバーする。
シアニン類はもともと、写真乳剤の感光範囲を増大させるために使われていた（例：フィルム上に像を形成する波長の範囲の増大）。また、CD-RやDVD-Rにも使われている。その用途での色は大部分が緑色かライトブルーである。シアニンで作られたCDやDVDは、化学的に不安定であり数年で読み取ることができなくなる。
シアニン類が初めて合成されたのは100年ほど前である。

## 構造
シアニン類には3つのタイプがある。
ストレプトシアニンまたは開鎖シアニン

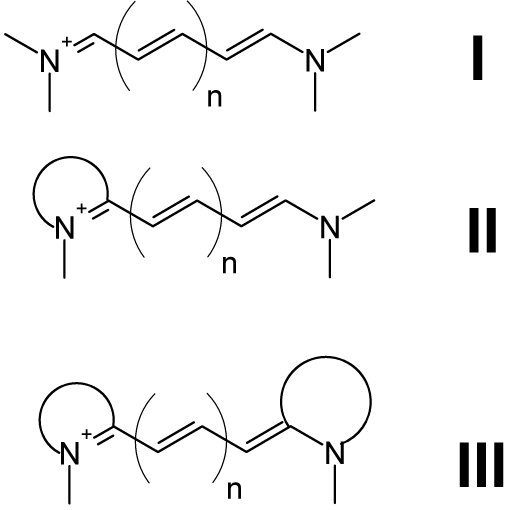
I = ストレプトシアニン（開鎖シアニン）
II = ヘミシアニン
III = 閉鎖シアニン

R2N+=CH[CH=CH]n-NR2 ・・・(I)
ヘミシアニン
Aryl=N+=CH[CH=CH]n-NR2 ・・・(II)
閉鎖シアニン
Aryl=N+=CH[CH=CH]n-N=Aryl ・・・(III)
閉鎖シアニンの2つの窒素原子はポリメチン鎖によって繋がれている。両方の窒素原子はそれぞれ、ピロール、イミダゾール、チアゾール、ピリジン、キノリン、インドール、ベンゾチアゾールなどのような独立した含窒素複素芳香環化合物の部分である。